# Tsuyoshi Hakkaku
Tsuyoshi Hakkaku (八角 剛史 Hakkaku Tsuyoshi?, nacido el 20 de abril de 1985 en Chiba) es un futbolista japonés que se desempeña como centrocampista.

## Trayectoria

### Clubes
| Club                | País  | Año         |
| ------------------- | ----- | ----------- |
| Yokohama FC         | Japón | 2008 - 2012 |
| Giravanz Kitakyushu | Japón | 2013 - 2017 |

## Estadística de carrera

### J. League
| Club                | Año   | J. League | J. League | Copa J. League | Copa J. League | Total | Total |
| Club                | Año   | Part.     | Goles     | Part.          | Goles          | Part. | Goles |
| ------------------- | ----- | --------- | --------- | -------------- | -------------- | ----- | ----- |
| Yokohama FC         | 2008  | 20        | 0         | -              | -              | 20    | 0     |
| Yokohama FC         | 2009  | 40        | 3         | -              | -              | 40    | 3     |
| Yokohama FC         | 2010  | 24        | 0         | -              | -              | 24    | 0     |
| Yokohama FC         | 2011  | 10        | 0         | -              | -              | 10    | 0     |
| Yokohama FC         | 2012  | 29        | 0         | -              | -              | 29    | 0     |
| Giravanz Kitakyushu | 2013  | 37        | 1         | -              | -              | 37    | 1     |
| Giravanz Kitakyushu | 2014  | 36        | 0         | -              | -              | 36    | 0     |
| Giravanz Kitakyushu | 2015  | 16        | 0         | -              | -              | 16    | 0     |
| Giravanz Kitakyushu | 2016  | 2         | 0         | -              | -              | 2     | 0     |
| Giravanz Kitakyushu | 2017  | 0         | 0         | -              | -              | 0     | 0     |
| Total               | Total | 214       | 4         | 0              | 0              | 214   | 4     |